# Jsem jaká jsem (best of...)
Jsem jaká jsem (best of...) – album Heleny Vondráčkovej wydany w roku 2007 przez Universal Music. Uzyskał status platyny.

## Spis utworów
1. Dlouhá noc
2. Sladké mámení
3. Ha ha ha
4. Vzdálený hlas
5. Lásko má, já stůňu
6. A ty se ptáš, co já
7. Sundej kravatu
8. Vodopád
9. Tvou vůni cítím dál
10. Jen dva ta loďka může vézt
11. Přejdi Jordán
12. Zpívám své zpívání
13. Proč mě nikdo nemá rád
14. Můžeš zůstat, můžeš jít
15. Já a táta
16. Ptačí hnízda
17. Léto je léto
18. Nahrávám
19. Sblížení
20. Kam zmizel ten starý song
21. Já vítám déšť
22. Všichni v tom lítaj
23. Archiméde
24. Já půjdu dál
25. Bulhaři
26. To tehdy padal déšť
27. To je štěstí
28. Kvítek mandragory
29. Čas je proti nám
30. Náhodný známý
31. Jsem, jaká jsem
32. Ještě světu šanci dej
33. Svou partu přátel ještě naštěstí mám
34. Neuč slunce hřát
35. Vzhůru k výškám
36. Dvě malá křídla tu nejsou
37. Hej, ty tam
38. Oh, Harold
39. Má tě rád
40. Malovaný džbánku
41. Červená řeka